# Щелевая решётка
Щелевая решётка — элемент дисплея. Щелевая решётка отличается от теневой тем, что она состоит из вертикальных линий, а триады имеют форму вертикального эллипса.
Технология применялась компанией NEC под именем «Cromaclear».
Одной из важнейших характеристик качества является минимальное расстояние между одноцветными элементами триад. Для щелевой решётки эта характеристика называется slot pitch. Чем она меньше, тем лучше качество изображения.